# 杖杉庵
杖杉庵（じょうしんあん）は徳島県名西郡神山町に所在する高野山真言宗の寺院。本尊は地蔵菩薩。弘法大師伝説の残る四国八十八箇所霊場番外札所である。

## 概要
最初に四国八十八箇所を巡った伝説の人物とされる衛門三郎の終焉の地伝説が残る場所に建つ寺院である。
伝説によれば、平安時代前期の天長年間（824年 - 833年）に、伊予国の人であった衛門三郎は四国巡錫中の弘法大師に行った無礼な行いを詫びるため弘法大師を追って旅に出たという。21回目に逆回りを行っている途中、四国八十八箇所12番札所焼山寺近くのこの地で力尽き病に倒れた。そこに弘法大師が現れ、衛門三郎は非礼を詫びた。大師が衛門三郎に来世の望みを訊くと、生まれ変われるなら河野家に生まれたいと望んで息を引き取った。そこで大師は「衛門三郎再来」と書いて左の手に握らせた。天長8年（831年）10月20日のこととされる。大師は衛門三郎をこの地に葬り、墓標として衛門三郎が遍路に使用した杉の杖を立てた。これがやがて根を張り杉の大木となったという。
この地に庵が設けられ、伝説にちなんで杖杉庵と名付けられた。なお、伝説の大杉は江戸時代中期の享保年間（1716年 - 1735年）に焼失したとされる。この頃に京都仁和寺より衛門三郎に「光明院四行八蓮大居士」の戒名が贈られた。
ご詠歌：忍辱の しもとの力 強くして 夜叉も羅刹も とりひしぐなり

## 境内
- 庵：以前はここに住職がいたが、現在は無住となっており焼山寺が管理している。なお、納経印は焼山寺で受けることが出来る。
- 衛門三郎の墓
- 秋葉神社の祠：庵の背後の小山の頂上にある。
- 石柱：上記祠の背後に大己貴大神・天照大神・埴安姫神を祀る。
- 石板：さらに頂上尾根を奥に約20 mのところに、「文化十二亥年 体心法師　庵住」と刻まれている。

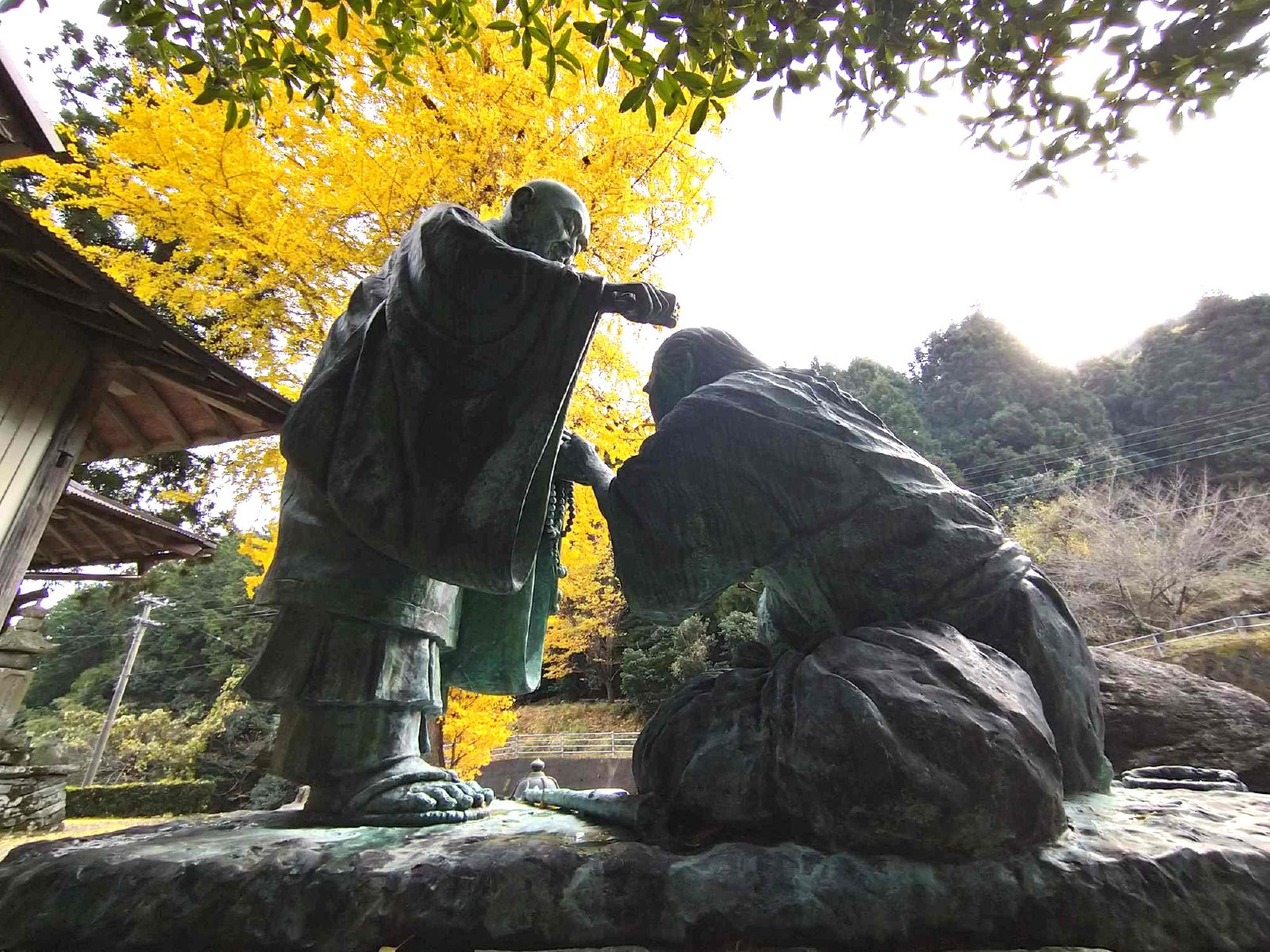
衛門三郎と弘法大師
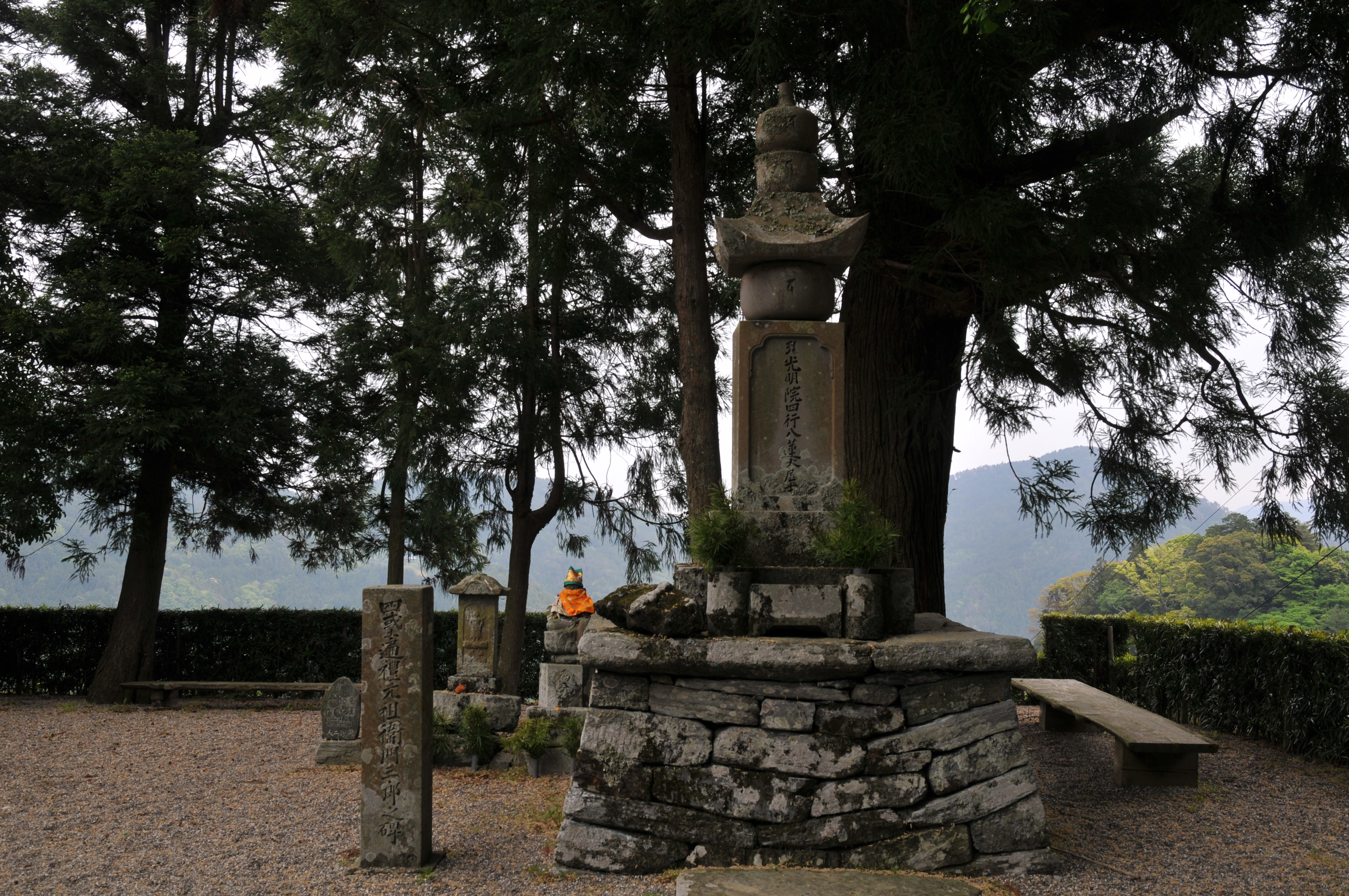
光明院四行八蓮大居士と刻まれている
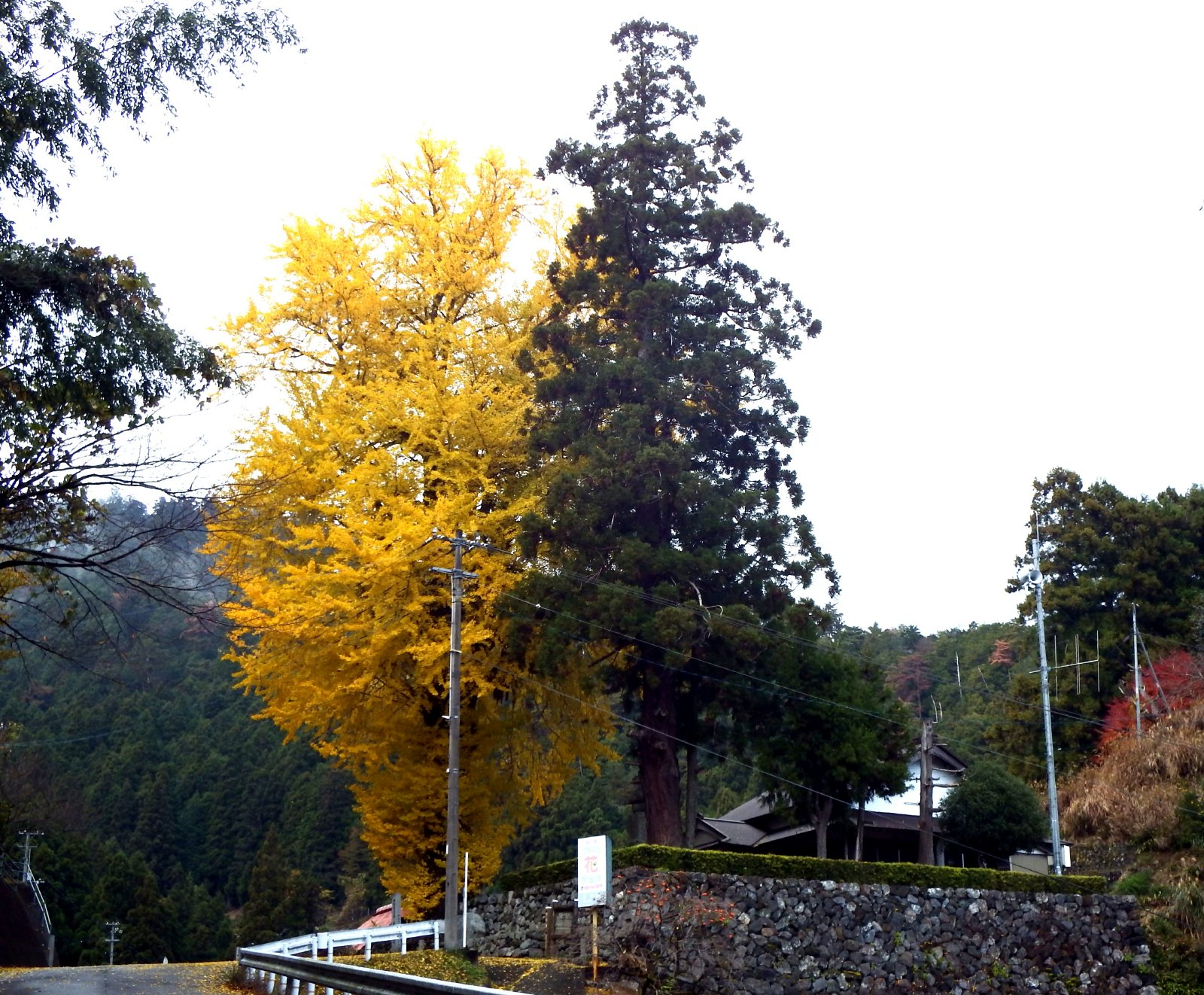
杉と銀杏の大木
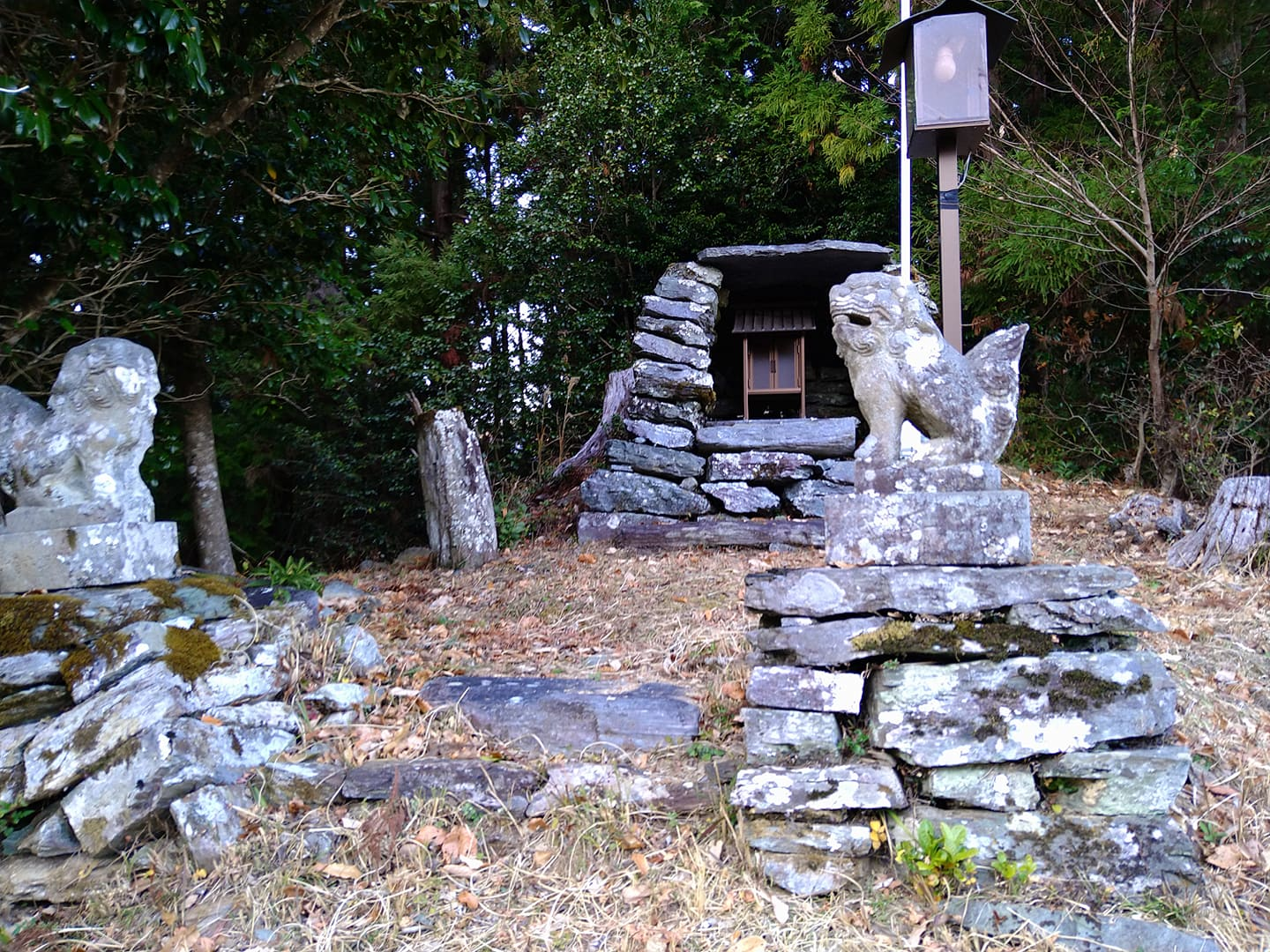
秋葉神社の祠